# Helwig Bernhard Jaup
Helwig Bernhard Jaup (* 9. August 1750 in Darmstadt; † 27. Oktober 1806 in Gießen) war ein deutscher Jurist und Hochschullehrer.

## Leben

### Familie
Helwig Bernhard Jaup war der Sohn des Hofpredigers Georg Daniel Jaup (* 21. Dezember 1717 in Darmstadt, † 26. Juli 1774 in Groß-Gerau) und dessen Ehefrau Friederike Eleonore Karoline (* 12. August 1727 in Darmstadt, †  3. August 1774 in Groß-Gerau), Tochter des Kriegsrats Johann Bernhard Mattern.
Er war seit dem 5. Oktober 1780 mit Karoline Friederike Philippine (* 19. Februar 1755 in Zweibrücken; † 25. November 1809 in Gießen), Tochter des Geheimen Legationsrat Carl Sturz aus Zweibrücken und dessen Ehefrau Elisabeth (geb. Goedeler) verheiratet; von ihren Kindern sind namentlich bekannt:
- Heinrich Karl Jaup, hessischer Ministerpräsident;
- Helene Friedrike Henriette Jaup (* 6. April 1789 in Gießen; † 1855 in Darmstadt);
- Karoline Wilhelmine Jaup (* 29. Juli 1793 in Gießen; † 8. Juli 1850 in Hersfeld), verheiratet mit Wilhelm Humburg, Postmeister.

Sein Schwager war Johann Wolfgang Conrad Link (1723–1788), außerordentlicher Professor der Philosophie an der Universität Gießen und Pfarrer in Bischofsheim; sein Neffe der spätere Staatsminister Heinrich Bergmann.

### Werdegang
Helwig Bernhard Jaup erhielt, gemeinsam mit den Prinzen Ludwig Georg Karl und Karl Wilhelm, eine Ausbildung durch Hauslehrer, unter anderem durch Regierungsrat Johann Samuel Silberrad, und wurde so auf das spätere Studium vorbereitet.
Er immatrikulierte sich im Oktober 1766 zu einem Studium der Rechtswissenschaften an der Universität Göttingen und setzte das Studium später in Gießen fort, das er dort 1769 beendete; in Gießen war er auch Präzeptor des Freiherrn Georg von Rabenau.
Seine ersten praktischen juristischen Erfahrungen sammelte er während eines zweijährigen Aufenthalts in Wetzlar als Sekretär des kursächsischen Geheimrats Graf August Ferdinand von Zech, der als Subdelegierter zum Reichskammergericht gesandt worden war; gemeinsam mit dessen Sohn Bernhard August Ludwig von Zech (1750–1805) hörte er Vorlesungen bei Caspar Friedrich Hofmann über den Kameralprozess.
1771 wurde er vom Landgrafen Friedrich II. von Hessen-Kassel zum ordentlichen Professor der Rechte, besonders für Staatsrecht, an der Universität Gießen ernannt; im März 1771 trat er sein Lehramt an.
Am 31. Januar 1777 promovierte er mit seiner Dissertation Summa capita comm. de privilegio de non appellando S. R. I. statibus concessorum effectu, quoad querelas denegatae seu protractae justitiae, mandata de administranda justitia et alia remedia zum Dr. jur. beider Rechte.
1798 wurde er Substitut der landständischen Obereinnehmerei und kurz darauf zum Geheimrat befördert.
Auf dem Reichstag in Regensburg, zu dem er seinen Sohn mitnahm, erhielt er vom 27. August 1801 bis 24. März 1803 die Geschäfte eines Komitialgesandten übertragen, bevor er 1802 wieder die Professur an der Universität Gießen übernahm. Bei seinem Tod übte er seit dem 2. April 1802 das Amt des Vizekanzlers der Universität aus.
Zu seinen Studenten gehörten unter anderem Egid von Löhr und Andreas Joseph Schnaubert.

### Berufliches Wirken
Helwig Bernhard Jaup wurde bekannt durch die Veröffentlichung seiner juristischen Schriften sowie durch die Herausgabe des Journal für Staatskunde und Politik, später dann Neues Journal für Staatskunde, Politik und Kameralistik, das er gemeinsam mit August Friedrich Wilhelm Crome von 1790 bis 1796 publizierte.
1792 gab er in einem Streitfall mit dem Universitätsverlagsbuchhändler Johann Philipp Krieger (1693–1775) für die Juristische Fakultät eine Stellungnahme zur Zensurfreiheit der Universität Gießen ab.

## Schriften (Auswahl)
- Helvicus Bernhardus Jaup, Ivr. P. P. O. In Acad. Lvdoviciana, Recitationes Semestri Aestivo Habendas Indicat Et Offert, Atqve Principium de Jurisdictione supremorum Imperii Tribunalium in Causis ecclesiasticis Evangelicorum non magis quam Catholicorum fundata Brevi Observatione collustrat. 1772.
- Programm de iurisdictione supremorum imperii tribunalium in causis ecclesiasticis Evangelicorum non magis, quam Catholicorum, fundata. Gießen 1772.
- Dissertation inaug. sistens summa capita commentationis jur. publ. germ, de privilegorium essectu, quoad querelas nullitatis, denegata seu protracte justitiae, mandeta de administranda justitia & alia remedia. Gießen 1777.
- Svmma Capita Commentationis Ivris Pvblici Germanici De Privilegiorvm De Non Adpellando S. R. I. Statibvs Concessorvm.: Effectv Qvoad Qverelas Nvllitatis. Gießen 1777.
- Discussio Quaestionis Quaenam inter octo Vias, Electiones, Principes, vel Principali Dignitate Condecoratos coram Austraegis conveniendi, Actori inferioris Ordinis sit utilissima, ideoque prae aliis eligenda. 1781.
- Ordinis Ictorvm H. A. Exdecanvs D. Lvdov. Ivlivs Fridericvs Hoepfner Sollemnia Inavgvralia Helvici Bernhardi Iavp Indicit De Lege Laetoria Et Cvra Minorvm Qvaedam Praefatvs. Gießen 1788.
- Übersendung eines Journals für Staatskunst an den Großherzog und das Gesuch um Erlaubnis zum Abdruck eines Memorialschreibens des Landgrafen über die Nationalversammlung in Frankreich im Journal. 1790
- Journal für Staatskunde und Politik. Frankfurt am Main 1790–1793.
  - 1. Jahrgang. Gießen 1792.
- Neues Journal für Staatskunde, Politik und Kameralistik.
  - Band 1. Gießen 1793.
  - Band 2. Gießen 1796.
- Promemoria Hessen-Darmstadt betr. die Besetzung der Stadt Volkmarsen. 1802.